# 徐州医学院附属医院
徐州醫學院附属醫院（徐州市第二人民醫院），是中華人民共和国江蘇省的一所醫院，为三级甲等医院，位于徐州市淮海西路99号。

## 规模
徐州医学院附属医院总床位880张，日门诊量2000人次。